# Chrysothricaceae
Chrysothricaceae är en familj av svampar. Chrysothricaceae ingår i ordningen Arthoniales, klassen Arthoniomycetes, divisionen sporsäcksvampar och riket svampar.
|                  | Roccellaceae                  |
|                  |                               |
|                  | Melaspileaceae                |
|                  |                               |
| Chrysothricaceae | \| \| Chrysothrix \| \| \| \| |
|                  | \| \| Chrysothrix \| \| \| \| |
|                  | Arthoniaceae                  |
|                  |                               |
|                  | Llimonaea                     |
|                  |                               |
|                  | Chrysothrix                   |
|                  |                               |

|  | Chrysothrix |
|  |             |

## Källor

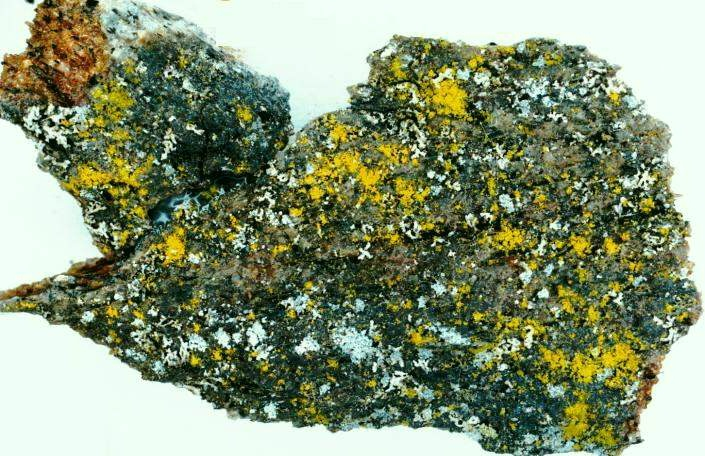
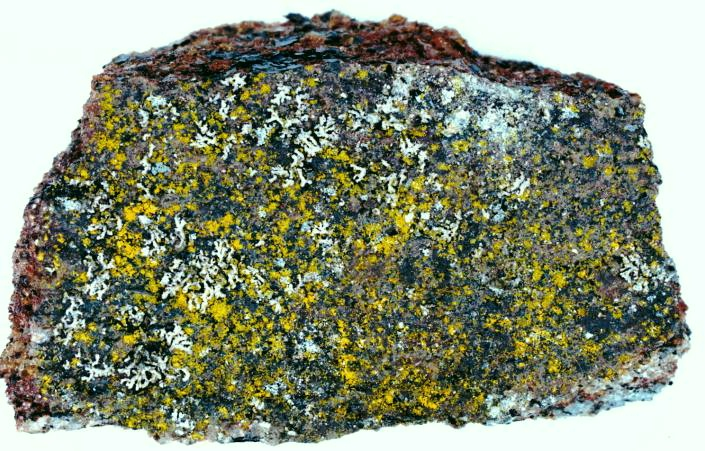
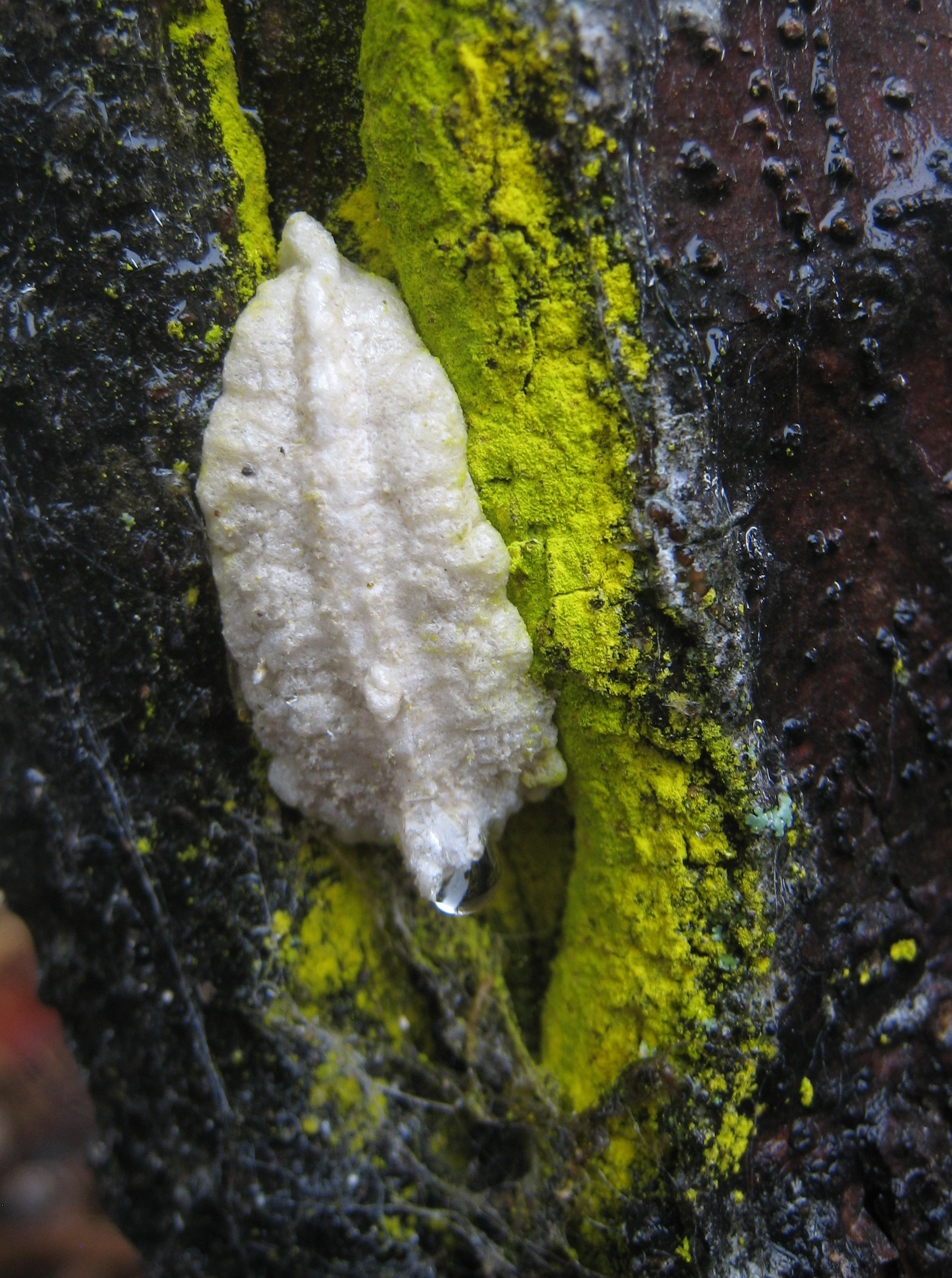
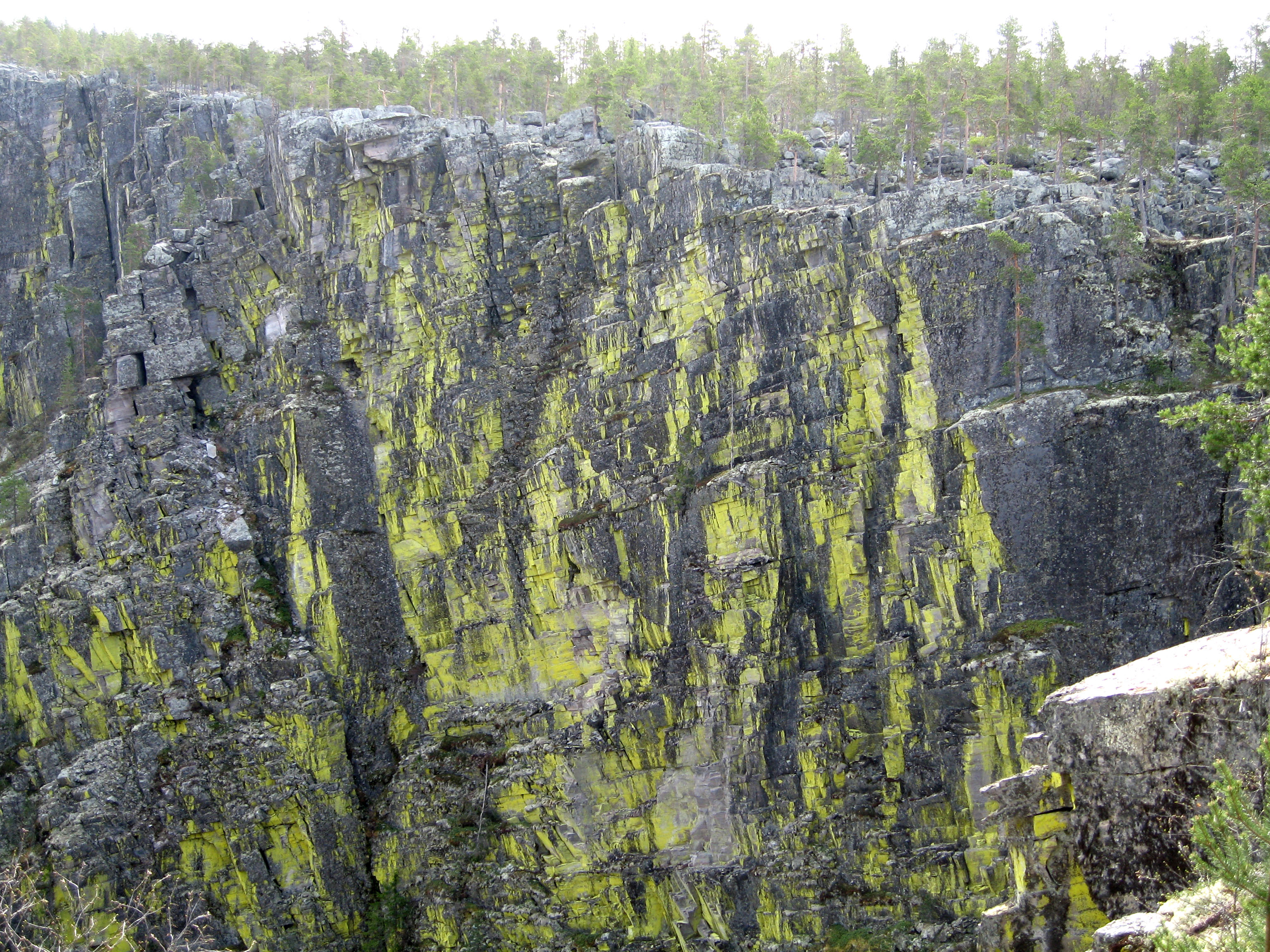
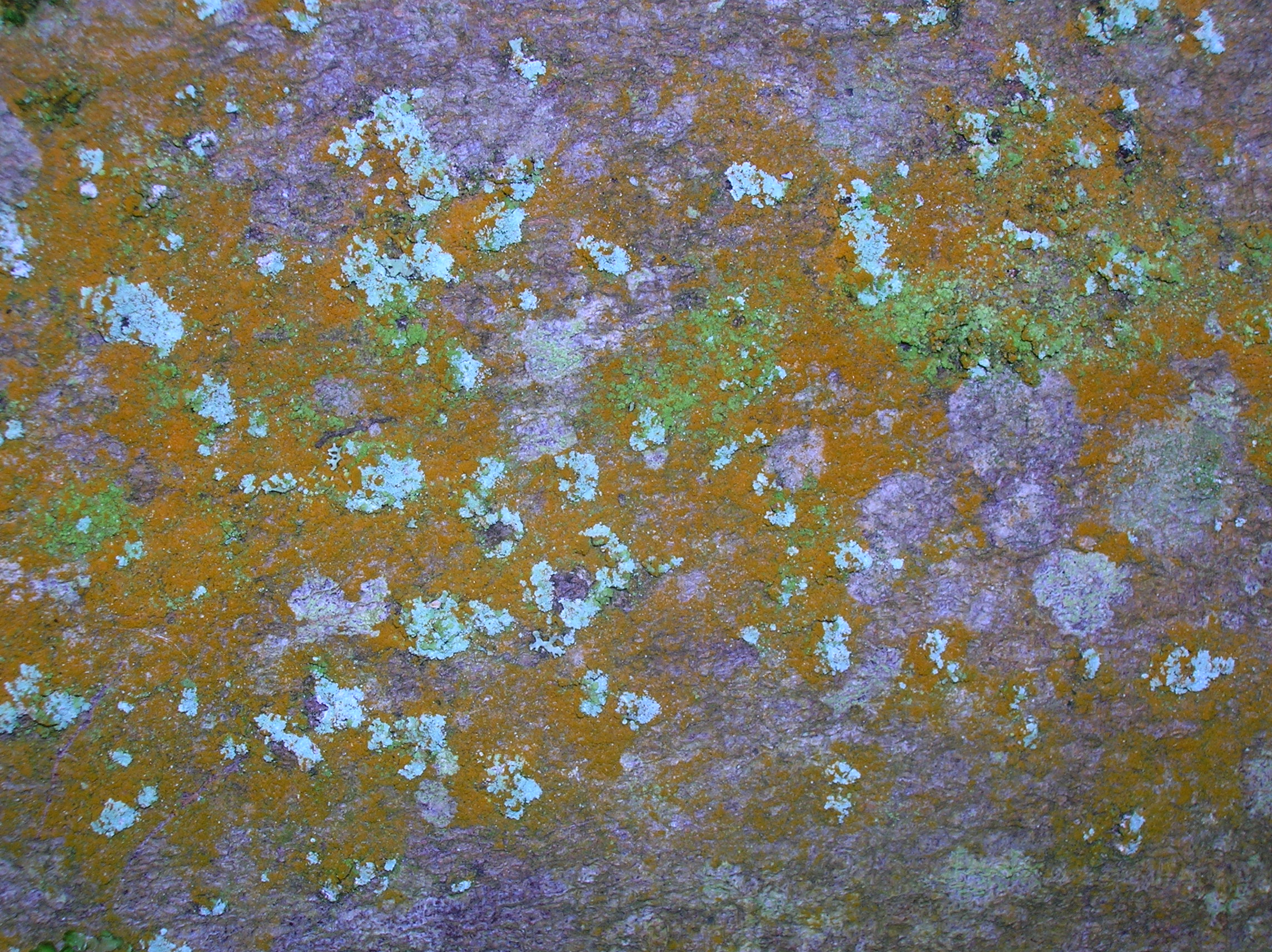
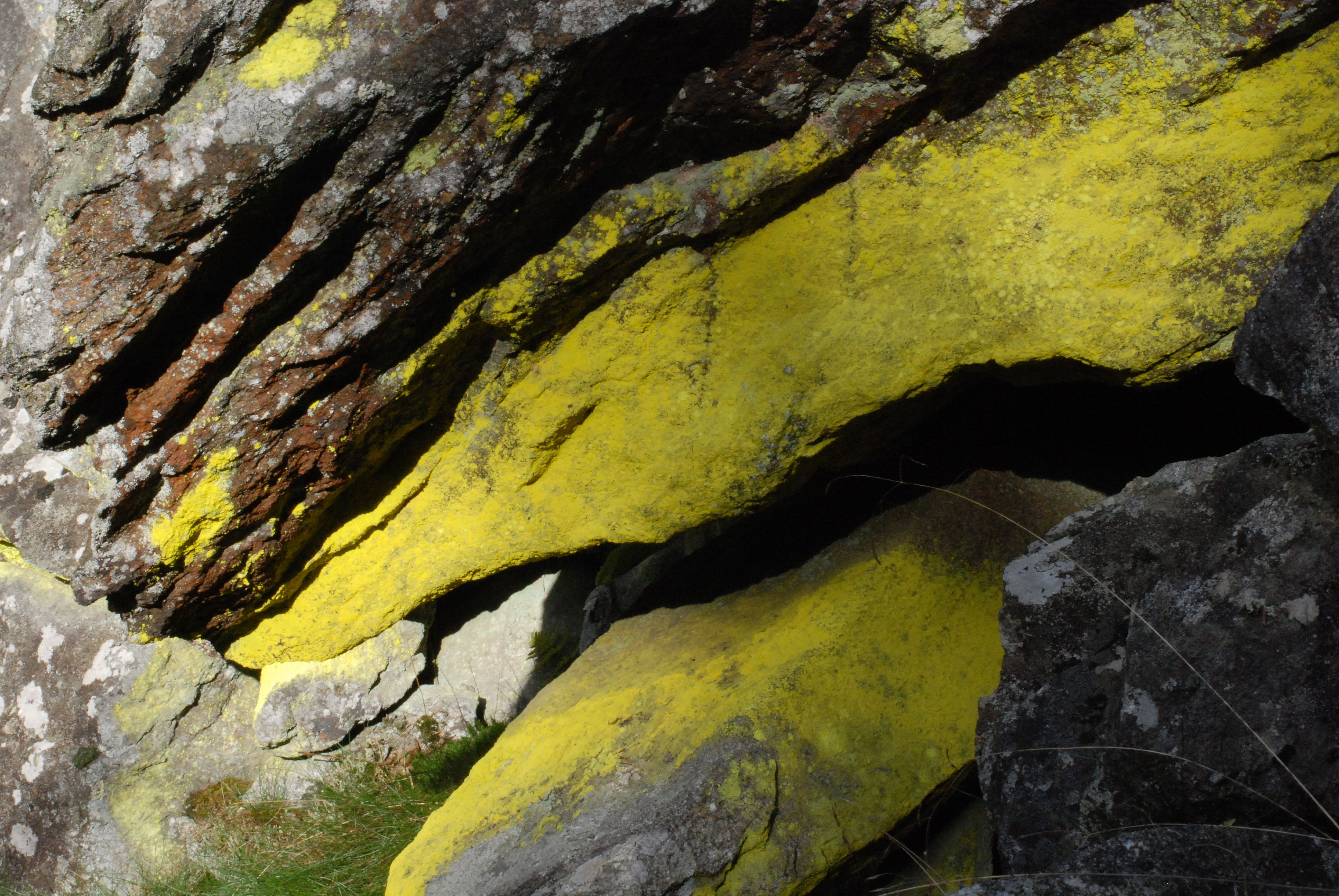